# Piłka nożna w Anglii (1894/1895)
Sezon 1894/1895 był 24. w historii angielskiej piłki nożnej.

## Zwycięzcy poszczególnych rozgrywek klubowych w Anglii
| Rozgrywka       | Zwycięzca   |
| --------------- | ----------- |
| First Division  | Sunderland  |
| Second Division | Bury        |
| FA Cup          | Aston Villa |

## Rozgrywki ligowe

### First Division
|    |                         | M  | Z  | R  | P  | B+ | B- | RB    | Pkt |
| -- | ----------------------- | -- | -- | -- | -- | -- | -- | ----- | --- |
| 1  | Sunderland              | 30 | 21 | 5  | 4  | 80 | 37 | 2.162 | 47  |
| 2  | Everton                 | 30 | 18 | 6  | 6  | 82 | 50 | 1.640 | 42  |
| 3  | Aston Villa             | 30 | 17 | 5  | 8  | 82 | 43 | 1.907 | 39  |
| 4  | Preston North End       | 30 | 15 | 5  | 10 | 62 | 46 | 1.348 | 35  |
| 5  | Blackburn Rovers        | 30 | 11 | 10 | 9  | 59 | 49 | 1.204 | 32  |
| 6  | Sheffield United        | 30 | 14 | 4  | 12 | 57 | 55 | 1.036 | 32  |
| 7  | Nottingham Forest       | 30 | 13 | 5  | 12 | 50 | 56 | 0.893 | 31  |
| 8  | Sheffield Wednesday     | 30 | 12 | 4  | 14 | 50 | 55 | 0.909 | 28  |
| 9  | Burnley                 | 30 | 11 | 4  | 15 | 44 | 56 | 0.786 | 26  |
| 10 | Bolton Wanderers        | 30 | 9  | 7  | 14 | 61 | 62 | 0.984 | 25  |
| 11 | Wolverhampton Wanderers | 30 | 9  | 7  | 14 | 43 | 63 | 0.683 | 25  |
| 12 | Birmingham City         | 30 | 9  | 7  | 14 | 50 | 74 | 0.676 | 25  |
| 13 | West Bromwich Albion    | 30 | 10 | 4  | 16 | 51 | 66 | 0.773 | 24  |
| 14 | Stoke City              | 30 | 9  | 6  | 15 | 50 | 67 | 0.746 | 24  |
| 15 | Derby County            | 30 | 7  | 9  | 14 | 45 | 68 | 0.662 | 23  |
| 16 | Liverpool               | 30 | 7  | 8  | 15 | 51 | 70 | 0.729 | 22  |

### Second Division
|    |                  | M  | Z  | R | P  | B+ | B-  | RB    | Pkt |
| -- | ---------------- | -- | -- | - | -- | -- | --- | ----- | --- |
| 1  | Bury             | 30 | 23 | 2 | 5  | 78 | 33  | 2.364 | 48  |
| 2  | Notts County     | 30 | 17 | 5 | 8  | 75 | 45  | 1.667 | 39  |
| 3  | Newton Heath     | 30 | 15 | 8 | 7  | 78 | 44  | 1.773 | 38  |
| 4  | Leicester City   | 30 | 15 | 8 | 7  | 72 | 53  | 1.358 | 38  |
| 5  | Grimsby Town     | 30 | 18 | 1 | 11 | 79 | 52  | 1.519 | 37  |
| 6  | Darwen           | 30 | 16 | 4 | 10 | 74 | 43  | 1.721 | 36  |
| 7  | Burton Wanderers | 30 | 14 | 7 | 9  | 67 | 39  | 1.718 | 35  |
| 8  | Woolwich Arsenal | 30 | 14 | 6 | 10 | 75 | 58  | 1.293 | 34  |
| 9  | Manchester City  | 30 | 14 | 3 | 13 | 82 | 72  | 1.139 | 31  |
| 10 | Newcastle United | 30 | 12 | 3 | 15 | 72 | 84  | 0.857 | 27  |
| 11 | Burton Swifts    | 30 | 11 | 3 | 16 | 52 | 74  | 0.703 | 25  |
| 12 | Rotherham Town   | 30 | 11 | 2 | 17 | 55 | 62  | 0.887 | 24  |
| 13 | Lincoln City     | 30 | 10 | 0 | 20 | 52 | 92  | 0.565 | 20  |
| 14 | Walsall          | 30 | 10 | 0 | 20 | 47 | 92  | 0.511 | 20  |
| 15 | Port Vale        | 30 | 7  | 4 | 19 | 39 | 77  | 0.506 | 18  |
| 16 | Crewe Alexandra  | 30 | 3  | 4 | 23 | 26 | 103 | 0.252 | 10  |

M = rozegrane mecze; Z = zwycięstwa; R = remisy; P = porażki; B+ = bramki zdobyte; B- = bramki stracone; RB = stosunek bramek zdobytych do bramek straconych; Pkt = punkty